# Stunn Gunn (multikunstner)
Stunn Gunn, født Kristoffer Sjelberg, er en dansk musikproducer og trommeslager.
Stunn Gunn har en fortid i Booty Cologne, i Malk De Koijns liveoptrædener og ikke mindst som trommeslager for Bikstok Røgsystem.
I 2008 dannede han sammen med Eaggerman fra Bikstok Røgsystem duoen EaggerStunn, som udsendte nummeret "Morder Dem" i 2008, og i 2012 kom debutallbummet Armagedion. Duoen gik fra hinanden i 2017.